# Masalia continuata
Masalia continuata là một loài bướm đêm trong họ Noctuidae.